# 李珙
李 珙（り きょう、761年 - 824年）は、唐代の軍人。

## 経歴
山東の富裕な家に生まれた。代々儒家を輩出した家柄であったが、李珙は読書を好まず、弓射や騎馬を習い、武勇の才能を尊んだ。その身長は6尺あまりで、風采と体躯がたくましかった。沢潞節度使の李抱真のもとを訪れて面会すると、牙将に選抜された。しかし李珙は酒気を帯びて職務にあたっていたため、李抱真は李珙を罷免しようとした。都将の王虔休は李珙を任用しないのであれば、かれを殺して他人に得られないようにすべきだと李抱真に勧めた。
貞元10年（794年）、李抱真が死去し、王虔休が昭義軍節度留後となると、李珙は王虔休に仕え、昭義軍の大将となった。元和5年（810年）、吐突承璀が盧従史を捕らえたが、烏重胤がその策謀に参与していた。李珙ははじめそのことを知らず、盧従史を救おうとした。烏重胤が朝廷の命を受けて盧従史を捕らえたものだと知ると、李珙は積極的に動かなくなった。烏重胤が河陽を領知すると、李珙を麾下に置いた。しかし朝廷は李珙が盧従史と仲が良かったことから、北辺の一校として出させた。
元和10年（815年）、淮西の呉元済の乱を討つにあたって、李珙は烏重胤の推挙により諸道行営都虞候となった。まもなく母が死去したため、李珙は辞職して喪に服した。喪が明けると、李珙は右武衛上将軍に任じられた。長慶4年（824年）8月、死去した。享年は64。

## 伝記資料
- 『旧唐書』巻161 列伝第111
- 『新唐書』巻171 列伝第96